# Vicki Baum
Hedwig (Vicki) Baum (hebreu: ויקי באום‎: ויקי, Viena, 24 de gener de 1888 - Hollywood, 29 d'agost de 1960) fou una escriptora austríaca. És coneguda per l'obra Menschen im Hotel (1929), un dels seus primers èxits internacionals, traduïda al català i editada com a Grand Hotel per l'editorial Vergara el 1965. Com en el cas d'altres obres seves, es va adaptar primer al teatre i fou representada a Broadway el 1931, se'n va fer una pel·lícula el 1932, guanyadora de l'Oscar del mateix any, i protagonitzada per Greta Garbo i Joan Crawford, i un espectacle musical el 1989.

## Vida i carrera
Baum va néixer a Viena en una família jueva. Va començar la seva carrera artística tocant l'arpa. Va estudiar al Viena Conservatory i tocà en una orquestra a Alemanya durant tres anys. Més tard va treballar com a periodista per a la revista Berliner Illustrirte Zeitung, publicada per Ullstein-Verlag a Berlin. Es va ser casar dues vegades: primer, el 1914, amb Max Prels, un periodista austríac que la va introduir a l'escena cultural vienesa; i el 1916 amb Richard Lert, director i el seu amic des de la infantesa. Richard era el germà del director Ernst Lert. Durant la Primera Guerra Mundial va treballar durant un breu període com a infermera.
A finals dels anys 1920 Baum s'inicià en la boxa. Va entrenar amb el turc Sabri Mahir al seu Studio for Boxing and Physical Culture de Berlin. Tot i que l'estudi era obert a homes i dones, Baum escriu al seu llibre de memòries, It Was All Quitte Different (1964), que només algunes dones (incloent Marlene Dietrich i Carola Neher) van entrenar-se allà: «no sé com l'element femení es va colar en aquells reialmes masculins, però en qualsevol cas, només tres o quatre de nosaltres érem prou dures per entrenar allà». Posicionant-se ella mateixa com a «Dona Nova», va afirmar la seva independència en l'àmbit tradicionalment masculí de la boxa i desafià les velles categories de gènere. Escriu que «Sabri posà una limitació a les dones: “cap espàrring al ring, cap ull negre, res de sang al nas”. Pegar la pilota estava bé, encara que, per desenvolupar una esquerra directa o ràpid un-dos; una dona mai sabria quan s'hauria de defensar, oi?» Mentre entrenava amb Mahir, Baum dominà una rutina de corda dissenyada per al campió alemany de pes pesat Franz Diener. Més tard se li atribuiria una forta ètica de treball per les habilitats inculcades a l'estudi de Maher.

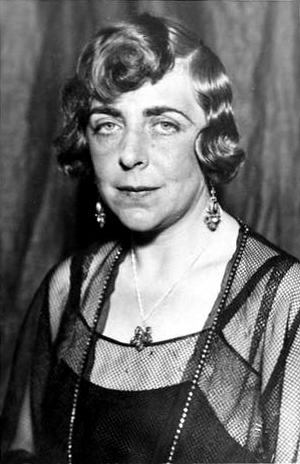
Retrat de Vicki Baum

## Obra
Baum va començar a escriure durant la seva adolescència i va publicar els primers contes amb el nom del seu primer marit. L'any 1912 es va decidir per la seva carrera literària i abandonà la feina com a música. El 1920 publicava la primera novel·la i el 1928 la primera novel·la d'èxit: Stud. chem. Helene Willfüer —protagonitzada per una dona formada en l'acadèmia dominada pels homes—, que presenta l'estil de vida de les dones modernes en contrast amb el rol tradicional; fou el primer best-seller i se'n vengueren fins a 100.000 còpies. El 1926 va treballar també com a editora de revistes per a l'editorial Ullstein, de Berlín.
El seu primer llibre, Frühe Schatten, va ser publicat quan ella tenia 31 anys. És més famosa per la seva novel·la publicada el 1929, Menschen im Hotel, que va ser obtenir un Premi d'Acadèmia gràcies a la  pel·lícula Grand Hotel. La seva obra fou prohibida durant el Tercer Reich i va emigrar als Estats Units amb la seva família després de ser convidada a escriure el guió per a la pel·lícula. Allà treballà com a guionista i escriptora i esdevingué ciutadana americana el 1938. Les seves memòries es van publicar el 1964, pòstumament. Va escriure més de cinquanta novel·les, i com a mínim deu van ser adaptades en diversos films de Hollywood. Les seves obres posteriors a la Segona Guerra Mundial van ser escrites en anglès, no en alemany. I esdevingué una de les autores més venudes de l'època.
Baum va anar a Bali el 1935 i es va fer amiga de Walter Spies. Amb la influència històrica i cultural d'Spies, va escriure Liebe und Tod auf Bali, que va ser publicada el 1937 i més tard reeditada en anglès com a Love and Death in Bali, una novel·la ambientada en la intervenció holandesa de 1906 a Bali, en què tracta d'una família que va patir la massacre de Bali.
Vicki Baum va morir a Hollywood, Califòrnia, el 1960. És considerada una de les primeres autores de best-sellers; els seus llibres tenen una alta consideració i formen part dels exemples de la literatura convencional contemporània.
- 1919 Frühe Schatten
- 1920 Der Eingang zur Bühne

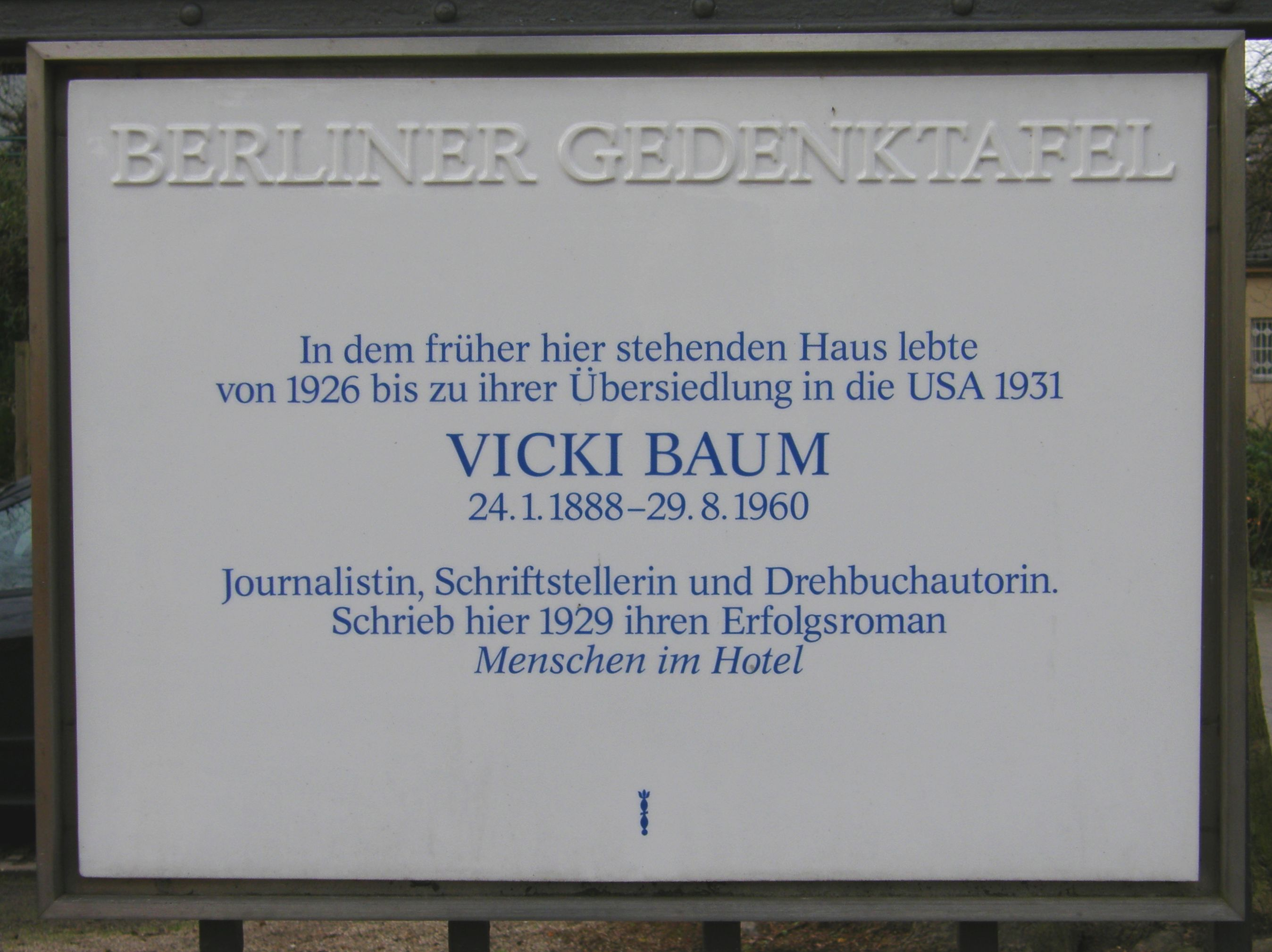
Placa commemorativa per a Vicki Baum, descoberta el 1989 al lloc de la casa on va viure a Königsallee 45, Berlín.

- 1921 Die Tänze der Ina Raffay. Ein Leben
- 1922 Die anderen Tage
- 1923 Die Welt ohne Sünde
- 1924 Ulle, der Zwerg
- 1926 Tanzpause
- 1926 Miniaturen
- 1927 Hell in Frauensee
- 1927 Feme
- 1928 Stud. chem. Helene Willfüer
- 1929 Menschen im Hotel
- 1930 Zwischenfall in Lohwinkel
- 1931 Pariser Platz 13. Komödie in 3 Akten 4 Bildern
- 1932 Leben ohne Geheimnis
- 1935 Das große Einmaleins / Rendezvous in Paris
- 1936 Die Karriere der Doris Hart
- 1937 Liebe und Tod auf Bali
- 1937 Der große Ausverkauf
- 1939 Shanghai '37 (titulada posteriorment Hotel Shanghai)
- 1939 Die große Pause
- 1940 Es begann an Bord
- 1941 Marion lebt
- 1943 The Weeping Wood
- 1943 Hotel Berlin
- 1944: Beyond this Journey
- 1946 Mortgage on Life
- 1949 Clarinda
- 1951 Danger from Deer
- 1953 The Mustard Seed
- 1956 Written on Water
- 1957 Theme for Ballet
- 1962 Es war alles ganz anders
- 2013 In der Ferne das Glück. Geschichten für Hollywood
- 2018 Makkaroni in der Dämmerung. Feuilletons
- 2021 Der Weihnachtskarpfen: Erzählungen